# سرزمین پونت
سرزمین پونت (انگلیسی: Land of Punt)، پادشاهی‌ای کهن در دوره باستان که طبق اسناد و مدارک برجا مانده از مصر، شریک تجاری مصر باستان بود. این پادشاهی و سرزمین به واسطه منابع طلا، انگم، چوب آبنوس، عاج و حیوانات وحشی همچون پلنگ و میمون مشهور شده بود. با این حال حدود مرزهای آن مشخص نیست اما احتمالاً در سومالی امروزی و در شاخ آفریقا بوده‌ است.